# Institut für Migrationsforschung und Interkulturelle Studien
Das Institut für Migrationsforschung und Interkulturelle Studien (IMIS) ist ein interdisziplinäres Forschungszentrum an der Universität Osnabrück. Es beschäftigt sich mit Aspekten räumlicher Mobilität und interkultureller Begegnung in Geschichte und Gegenwart.

## Geschichte
Eröffnet wurde das IMIS 1991. Es war das erste Institut für Migrationsforschung an einer deutschen Universität. Seit 1995 ist das Institut Herausgeber des Journals IMIS-Beiträge. 2017 war das Institut an der Gründung der DeZIM-Forschungsgemeinschaft beteiligt.
Heute gehören ihm ca. 60 Mitglieder aus verschiedenen Disziplinen an: u. a. Erziehungswissenschaft, Ethnologie, Geographie, Geschichte, Geschlechterforschung, Politikwissenschaften, Psychologie, Rechtswissenschaften, Religionswissenschaft, Soziologie, Sprachwissenschaften.

## Thematische Ausrichtung
Neben der Forschung zu Migration und migrationsinduzierten Prozessen fördert das IMIS den Dialog zwischen Wissenschaft und Praxis, ist in der Information und Beratung von Politik und zivilgesellschaftlichen Organisationen sowie der politischen Bildung aktiv.
Die Forschungsinteressen und Forschungsprojekte am IMIS bündeln sich derzeit in vier Feldern:
- Migrationsregime
- Flucht und Schutzsuchende: Bedingungen, Formen und Folgen von Gewaltmigration
- Migrationsgesellschaften
- Wissensproduktion

Seit 2004 wird der interdisziplinäre Master-Studiengang Internationale Migration und Interkulturelle Beziehungen (IMIB) angeboten. Der Studiengang ist Teil des Double-Degree Master Programms European Master in Migration Studies (EuMIGS). Das IMIS kooperiert mit den wichtigsten europäischen Migrationsforschungsinstituten und ist Gründungsmitglied von IMISCOE (International Migration Research Network) und der DeZIM-Forschungsgemeinschaft.

## Direktorinnen und Direktoren
- 1991–1997: Klaus Jürgen Bade
- 1997–2002: Hans-Joachim Wenzel
- 2002–2005: Klaus Jürgen Bade
- 2005–2009: Michael Bommes
- 2009–2020: Andreas Pott
- seit 2021: Helen Schwenken

## Mitglieder des IMIS (Auswahl)
- Julia Becker (Sozialpsychologie)
- Rauf Ceylan (Gegenwartsbezogene Islamforschung)
- Aladin El-Mafaalani (Erziehungswissenschaften/Soziologie)
- Thomas Groß (Rechtswissenschaften)
- Ulrike Krause (Flucht- und Flüchtlingsforschung)
- Christina Noack (Sprachwissenschaften)
- Jochen Oltmer (Geschichte)
- Andreas Pott (Sozialgeographie)
- Christoph Rass (Geschichte)
- Ulrich Schneckener (Politikwissenschaften)
- Helen Schwenken (Soziologie)

## Veröffentlichungen des Instituts
- Zeitschrift für Migrationsforschung (ZMF) / Journal of Migration Studies
- IMIS Working Papers
- Buchreihe ›Migrationsgesellschaften‹
- Inventar der Migrationsbegriffe
- Studien zur Historischen Migrationsforschung (SHM)
- Online-Portal ›Migration und Integration‹ für die Bundeszentrale für politische Bildung

## Ausgewählte Publikationen
- Nevra Akdemir/Johanna Elle/Elke Grittmann/Sabine Hess/Ulrike Koopmann/Daniela Müller/Helen Schwenken/H. Pınar Şenoğuz/Johanna Ullmann: Gender, Flucht, Aufnahmepolitiken. Die vergeschlechtlichte In- und Exklusion geflüchteter Frauen, Wiesbaden: Springer VS 2023. ISBN 978-3-658-40688-2 (Online)
- Volker M. Heins/Frank Wolff, Hinter Mauern. Geschlossene Grenzen als Gefahr für die offene Gesellschaft, Frankfurt a. M.: Suhrkamp 2023. ISBN 978-3-518-12807-7
- Inken Bartels/Isabella Löhr/Christiane Reinecke/Philipp Schäfer/Laura Stielike (Hg.), Umkämpfte Begriffe der Migration: Ein Inventar, Bielefeld: transcript 2023. ISBN 978-3-8376-5712-8
- Tabea Scharrer/Birgit Glorius/J. Olaf Kleist/Marcel Berlinghoff (Hg.), Flucht- und Flüchtlingsforschung. Handbuch für Wissenschaft und Studium, Baden-Baden: Nomos 2023. ISBN 978-3-8487-7785-3
- Jochen Oltmer/Marcel Berlinghoff/Franck Düvell/Ulrike Krause/Andreas Pott, Report Globale Flucht 2023, Frankfurt a. M.: Fischer Taschenbuch Verlag 2023. ISBN 978-3-596-70890-1
- Jens Schneider/Maurice Crul/Andreas Pott (eds.), New Social Mobility. Second Generation Pioneers in Europe. IMISCOE Research Series, Cham: Springer 2022. https://doi.org/10.1007/978-3-031-05566-9
- Jochen Oltmer, The Borders of the EU, European Integration, ›Schengen‹ and the Control of Migration, Springer: Wiesbaden 2022. https://doi.org/10.1007/978-3-658-39200-0
- Anne Lisa Carstensen, Sabine Hess, Lisa Riedner und Helen Schwenken, Solidarität – Kooperation – Konflikt. Migrantische Organisierungen und Gewerkschaften in den 1970/80er Jahren, Hamburg: VSA Verlag 2022. ISBN 978-3-96488-135-9
- Philipp Schäfer, Etablierte Provisorien. Leipzig und der lange Sommer der Migration, Frankfurt/New York: Campus 2022. ISBN 978-3-593-51536-6
- Inken Bartels, The International Organization for Migration in North Africa. Making International Migration Management, Abingdon/New York: Routledge 2022. ISBN 978-1-032-06854-1
- Helge Schwiertz/Helen Schwenken (Hg.), Inclusive Solidarity and Citizenship along Migratory Routes in Europe and the Americas, Abingdon/New York: Routledge 2022. ISBN 978-1-032-04108-7
- Ömer Alkın/Mehmet Bayrak/Rauf Ceylan (Hg.), Moscheen in Bewegung. Interdisziplinäre Perspektiven auf muslimische Kultstätten der Migration. Studies on Modern Orient, Bd. 3, Berlin: De Gruyter 2022. ISBN 978-3-11-066875-9